# لينيا أحادية الزهرة
لينيا أحادية الزهرة (الاسم العلمي: Linnaea uniflora) هي نوع من النباتات يتبع جنس اللينيا من الفصيلة المعزية الورق.